# 신창중학교 (서울)
신창중학교(新倉中學校)는 대한민국 서울특별시 노원구 월계동에 있는 공립 중학교이다.

## 학교 연혁
- 1984년 1월 : 신창중학교 설립인가
- 1984년 3월 1일 : 제1대 오영환 교장 취임
- 1987년 2월 13일 : 제1회 졸업식
- 2004년 12월 31일 : 학교 도서관 리모델링 완료
- 2020년 9월 1일 : 제14대 남정란 교장 취임
- 2023년 2월 2일 : 제37회 졸업(127명)
- 2023년 3월 2일 : 제40회 입학(99명)

## 참고 자료
- 신창중학교 - 한국교육학술정보원 학교알리미